# Scipion Pinel
Scipion Pinel est un psychiatre français, né le 22 mars 1795 à Bicêtre et mort le 17 décembre 1859. Il est le fils aîné de Philippe Pinel et est surnommé Pinel fils.

## Biographie
Dans une lettre datée de 26 Messidor an III, Philippe Pinel écrit : « Ma femme a donné le jour, il y a environ deux mois et demi, à un petit républicain qui donne les plus heureuses espérances ». C'était la naissance de Scipion (1795-1859).
Philippe put, en 1820, le faire attacher à l'hospice de la Salpêtrière, en qualité de médecin surveillant.
En 1831, Scipion part en Pologne avec Alexandre Brierre de Boismont et César Julien Jean Legallois pour étudier une épidémie de choléra. Il resta cinq mois attaché à l'hôpital des Housards à Varsovie. Partisan de la non-contagion, il ne craignit pas de s'inoculer à l'avant-bras du mucus intestinal prélevé sur un cadavre. Il quitta Varsovie peu avant la prise de la ville par les Russes (8 septembre 1831). 
Pendant quelque temps, il dirigea une maison de santé à Port-à-l'Anglais à Ivry-sur-Seine. En 1836, il quitta la Salpêtrière pour Bicêtre où il devint médecin de la première division. Trois ans après, il démissionnait, continuant à exercer en clientèle de psychiatrie. 
Outre quelques travaux scientifiques, il écrivit divers ouvrages : « L'Aspirant de saint Côme », évocation historique des premières années d'Ambroise Paré, « André Vésale », drame en cinq actes en vers et des articles littéraires sous le pseudonyme de Bennati. 
Il mourut en 1859, laissant trois enfants dont Philippe-Charles Pinel (1828-1895), docteur en médecine, qui fonda le premier institut électrothérapique de Paris, rue du Mont-Thabor.

## Publications
- Physiologie de l'homme aliéné, 1975.
- Traité de pathologie cérébrale ou des maladies du cerveau, 1844.
- Société Villa Santa, établissement modèle pour le traitement des maladies mentales sous la direction du Dr Scipion Pinel, fondé au Port-à-l'Anglais, commune de Vitry, 1837.
- Physiologie de l'homme aliéné appliquée à l'analyse de l'homme social, 1833.
- Recherches sur les causes physiques de l'aliénation mentale, 1826.
- Recherches d'anatomie pathologique sur l'endurcissement du système nerveux, 1822.
- Recherches sur quelques points de l'aliénation mentale, 1819.
- Consultation médicale, 1839.
- Traité complet du régime sanitaire des aliénés, ou manuel des établissements qui leur sont consacrés, 1836.